# 劉嘉兒
劉嘉兒，天主教香港教區前見習神父，1960年代尾出生，曾經在觀塘道57號九龍灣聖若瑟堂擔任神職人員。劉嘉兒也曾任保險經紀。也是香港首名因性醜聞而被控入罪的天主教神職人員。

## 劉嘉兒狎童案
劉嘉兒因為於1991年至1992年期間，多次在香港的神職人員宿舍狎童，在1995年被革職，在2002年5月4日被捕，控以多項性侵犯15歲男性兒童罪。在2003年1月27日，被判罪成；同年2月17日被判禁4年半，赤柱監獄服刑。2004年11月4日劉嘉兒在終審法院的上訴被駁回。
劉嘉兒已於2006年年初刑滿出獄及失蹤。事件中受害人稱患上創傷後遺症索償1099萬港元，2008年7月7日庭外和解，高等法院令天主教香港教區支付雙方堂費。

## 外部連結
- BBC中文網: 劉嘉兒香港前神父涉孌童案受審 （页面存档备份，存于）
- 天主教香港教區陳日君主教的聲明 （页面存档备份，存于）